# Cattedrali in Paraguay
Questa è una lista di cattedrali in Paraguay.

## Cattedrali cattoliche
| Cattedrale                                                                                        | Arcidiocesi o Diocesi                        | Località                         | Dedicazione           | Immagine |
| ------------------------------------------------------------------------------------------------- | -------------------------------------------- | -------------------------------- | --------------------- | -------- |
| Cattedrale di Nostra Signora dell'Assunzione Catedral Metropolitana Nuestra Señora de la Asunción | Arcidiocesi di Asunción                      | Asunción                         | Assunzione di Maria   |          |
| Cattedrale di Santa Rosa da Lima Catedral Santa Rosa de Lima                                      | Diocesi di Benjamín Aceval                   | Benjamín Aceval                  | Santa Rosa da Lima    |          |
| Cattedrale dell'Immacolata Concezione di Maria Catedral Nuestra Senora de los Milagros            | Diocesi di Caacupé                           | Caacupé                          | Immacolata Concezione |          |
| Cattedrale di San Paolo Catedral San Pablo                                                        | Diocesi di Caazapá                           | Caazapá                          | San Paolo             |          |
| Cattedrale del Sacro Cuore di Gesù Catedral Sagrado Corazón de Jesús                              | Diocesi di Canindeyú                         | Katueté                          | Sacro Cuore di Gesù   |          |
| Cattedrale dell'Immacolata Concezione di Maria Catedral Inmaculada Concepción de María            | Diocesi di Carapeguá                         | Carapeguá                        | Immacolata Concezione |          |
| Cattedrale di San Biagio Catedral San Blas                                                        | Diocesi di Ciudad del Este                   | Ciudad del Este                  | San Biagio            |          |
| Cattedrale dell'Immacolata Concezione Catedral Inmaculada Concepción de María                     | Diocesi di Concepción en Paraguay            | Concepción                       | Immacolata Concezione |          |
| Cattedrale di Nostra Signora del Rosario Catedral Nuestra Señora del Rosario                      | Diocesi di Coronel Oviedo                    | Coronel Oviedo                   | Madonna del Rosario   |          |
| Cattedrale dell'Incarnazione Catedral de Encarnación                                              | Diocesi di Encarnación                       | Encarnación                      | Incarnazione          |          |
| Cattedrale di San Giovanni Battista Catedral San Juan Bautista                                    | Diocesi di San Juan Bautista de las Misiones | San Juan Bautista                | San Giovanni Battista |          |
| Cattedrale di San Lorenzo Catedral San Lorenzo                                                    | Diocesi di San Lorenzo                       | San Lorenzo                      | San Lorenzo           |          |
| Cattedrale di San Pietro Catedral San Pedro                                                       | Diocesi di San Pedro                         | San Pedro de Ycuamandiyú         | San Pietro            |          |
| Cattedrale di Santa Chiara Catedral Santa Clara                                                   | Diocesi di Villarrica del Espíritu Santo     | Villarrica                       | Santa Chiara          |          |
| Cattedrale di Maria Aiuto dei Cristiani Catedral María Auxiliadora                                | Vicariato apostolico del Chaco Paraguayo     | Fuerte Olimpo                    | Vergine Maria         |          |
| Cattedrale di Santa Maria Catedral Santa María                                                    | Vicariato apostolico del Pilcomayo           | Mariscal José Félix Estigarribia | Vergine Maria         |          |